# イスカリオテ
『イスカリオテ』は、電撃文庫より刊行されている三田誠による日本のライトノベル。イラストは岸和田ロビン。

## ストーリー
九瀬イザヤは多額の報酬と引き換えに、他界した兄として1年間過ごすよう依頼され、〈獣〉（ベスティア）と抗戦中の都市、御陵市に赴くことになった。〈獣〉と戦うためには神の奇蹟と同じ能力が得られる断罪衣（イスカリオテ）と、ノウェムと呼ばれる人形が必要であった。イザヤはノウェムと2人で〈獣〉に立ち向かっていく。

## 登場人物
九瀬イザヤ（くぜ）
ある日見ず知らずの兄のふりをするはめになり、神父として兄、九瀬諌也に成りすまし御陵市に派遣された少年。育ちは良くなく、牢獄の中でカルロから依頼を持ちかけられ、およそ三ヶ月に亘って久瀬諌也に成りすますための教育を受けた後に御陵市を訪れる。裏の玻璃の力によってか、かつての九瀬諌也の断罪衣であった『聖ゲオルギウスの断罪衣』の新たな資格者となる。ただし、『聖ゲオルギウスの断罪衣』は聖戦の最中に失われており、それが何故イザヤの手元に現れたかは不明。イザヤが本来の資格者ではないせいか、単独での起動できずに他者の聖霊機関を使用して発動させる。単独行使には裏の玻璃の助力を必要とした。その能力は一撃で龍を滅ぼしたとされる聖愴の顕現である第二種奇跡「聖ゲオルギウスの槍」と、毒龍を封じた帯の再現である第三種奇跡「聖ゲオルギウスの霊布」。
実はイザヤは九瀬諌也の弟ではない。九瀬諌也は聖霊教の始祖である救世主と、その救世主の遺伝子を補完するために選びだされた救世主と一致する遺伝子の持ち主である九瀬勇哉のクローンであり、イザヤはカルロによって生み出された九瀬諌也のクローンである。
九瀬諌也（くぜ いざや）
イザヤの双子の兄。断罪衣を最初に使ったうちの一人で、聖戦の英雄であり皆の希望であったが、聖戦が終わった日に朱鷺頭玻璃が会って以来その消息を絶つ。
英雄と呼ぶにふさわしい圧倒的な力の持ち主であり、〈獣〉を全滅寸前まで追い込んだが、彼自身が〈獣〉となったことで聖戦は痛み分けの結果に終わった。
ノウェム
第九祭器の人形。人形といっても素体となっているのはクローンであり、四肢以外は人間と変わらない。『聖アガタの断罪衣』の資格者。その能力は第三種奇跡「聖女アガタの炎」。火炎の守護聖女と呼ばれる聖アガタの魔性を滅する銀炎である。液体金属〈聖十字の剣〉を使用する。なお、断罪衣の起動には洗礼者の承認が必要とされる。しかし、断罪衣を用いずともその戦闘能力は高い。〈聖十字の剣〉は一定の電子コードによって剣や大鎌、鎖などに姿を変える。第九祭器は本来は九瀬諌也専用に開発され、他の者には運用不可能として御陵市のネットワークに繋がれていたが、九瀬イザヤを自分の洗礼者として迎え、また自身の第一優先順位に位置づける。
朱鷺頭玻璃（ときとう はり）
朱鷺頭グループの息女であり御陵学院中等部生徒会長でもある。本物の九瀬諌也と面識があり、彼を慕っていた。教団内でも親しい一部の者にしか知らせていない秘密をその身に抱えている。ある出来事をきっかけに玻璃の中で新たな人格が芽生え始め、その人格は自身を「〈獣〉を喰らう〈獣〉」と称する。
カルロ・クレメンティ
聖霊教団に二百人余りいる枢機卿代行の一人。『聖クリストフォルスの断罪衣』の資格者。その能力はかつて世界の重みを支えた剛力の再現である第二種奇跡「聖クリストフォルスの剛力」と、第三種奇跡「聖クリストフォルスの盾」。聖戦時代に共に戦った戦友であるため、本物の九瀬諌也と面識がある。いつもにやにや笑いをたやさないが、御陵市をベスティアと戦えるように作り上げ、イザヤに兄の偽者を演じるようとりなした張本人。聖霊教団内ではその若さに不釣り合いなほど高い地位にいるため、その分敵も多い。イタリア人であり愛車はアルファロメオ。左目に獅子が刺繍された派手な眼帯をしており、その下には長年に渡る断罪衣の酷使の代償として塩化した眼球がある。その他にも断罪衣の酷使は彼の体中を蝕んでおり、断罪衣の展開時間も短い。
ラーフラ
御陵市に新たに配属された断罪衣遣い。異端審問官。『ダビデの断罪衣』の資格者。その能力は巨人ゴリアテにとどめを刺した伝説の再現である、〈獣〉の力を吸収しそれを放つ第二種奇跡「ダビデの奪いし剣」と、ゴリアテを打ち倒した投石器の再現である第三種奇跡「ダビデの投石器」。ゴリアテを打ち倒した投石器を現代における銃器に置き換えて奇蹟を行使しており、複数の断罪衣遣いと共闘する場面では、射撃手として超遠距離からの狙撃や囮などの役割を受け持つことが多い。
壬生蒼馬
『聖ロギノスの断罪衣』の資格者。その能力は救世主の命を奪った聖ロギノスが目にした異変の再現である第二種奇跡「聖ロギノスの見た地異」と、救世主の処刑の再現である第三種奇跡「聖ロギノスの刃」。また、上記の奇蹟の応用として、「聖ロギノスの見た地異のひとつ」、「聖ロギノスの長き刃」を扱う。聖戦の際には九瀬諌也の親友であり、共に英雄として並び称されたが、ある時教団を裏切って逃亡。直後に聖都が消滅し、聖戦は終わりを告げる。その以降、消息不明。表向きは〈獣〉との闘いで殉職したとされている。聖戦から二年後、御陵市の監視網を掻い潜ってイザヤの前に姿を現す。〈獣〉としての特性（『喪神現象』や『再構築』など）を有しながらも、断罪衣を使用している。
シスター・レア
かつての聖戦で九瀬諌也やカルロと共に戦った女性。『聖ルチアの断罪衣』の資格者。その能力は神の視点を獲得する第二種奇跡「聖ルチアの失われた瞳」と、第三種奇跡「聖ルチアの不壊なる身」。その能力から、〈獣〉の齎す『喪神現象』には一際強い耐性を有している。ラーフラの師でもあり、彼の調査をもとにイザヤの正体に気づき、カルロを偽証罪で拘束する。

## 用語
断罪衣（イスカリオテ）
神の奇蹟を現実において再現するための装置。断罪衣はそれぞれ異なる聖人性質を持っている。また、すべての断罪依は各資格者のオーダーメイドであり、各資格者でしか起動できない。
〈獣〉（ベスティア）
この世界に現れる、七つの大罪を具現する異形の化物。『再構築』と呼ばれる自己修復能力があり、それ故にある一定以上成長した＜獣＞を倒すには断罪衣による神の奇蹟の模倣による他は無い。第一位から第九階位に分けられ、数字の若い方が強者。その実、第一階位となると理論上の存在で、現在までに観測されたものは最高で準二階位程度。耐性の無い者が高位の〈獣〉を視認すると、『喪神現象』と呼ばれる精神汚染に侵されて一時的な昏睡状態や記憶障害に陥る。一般の人にその存在は知らされておらず、また十全な情報統制がなされており、〈獣〉による被害が出ても世間には宗教テロとして受け止められている。
高位の〈獣〉は喰らった人間に化けることもでき、喰らった人間の人格を核として、〈獣〉が自分の肉体を分けて作り出すものを眷属と呼ぶ。また〈獣〉は自身の持つ大罪と近い人間に引き寄せられ、その人間の無意識をくみ取ることで己の能力を変えていく。
聖霊教
断罪衣を提供し〈獣〉に対抗することを可能とした教団。今では断罪衣を扱える聖人の配置などを世界規模で決める役割を果たしている。
朱鷺頭グループ
この世界において知らぬものはいないと言い切れるほどの巨大コンツェルンの総称。この朱鷺頭グループの聖霊教への多額の寄付や技術提供が断罪衣を実用化できた大きな要因でもあった。
正一階位
最高位の〈獣〉。人間はおろか〈獣〉にすら喪神現象を引き起こすほどの圧倒的な時空の歪みを生み出す存在。
正確には〈獣〉ではなく世界の起源といえる存在。イコンによれば世界はこの存在が見ている夢のようなものであり、聖人や〈獣〉はこの存在と繋がることで物理法則を無視した異常を引き起こす。そして聖人が〈獣〉へと変貌したとき、それは〈反キリスト|反救世主〉と呼ばれる、この存在を世界へと導く産道となる。
聖戦の際に九瀬諌也が〈獣〉と化したことで召喚されるはずだったが、バビロンの大淫婦が九瀬諌也を喰らったことで防がれた。イコンはこの存在の召喚を実現させるために九瀬諌也の復活を画策し、まず九瀬諌也の魂を喰らったバビロンの大淫婦を呼び起こし、九瀬諌也の元となった九瀬勇哉の肉体を〈獣〉へと変えることで蘇らせ、バビロンの大淫婦から九瀬諌也の魂を奪いこの肉体へと移すことで九瀬諌也を復活させることに成功する。そして〈反救世主〉となった九瀬諌也を通し、正一階位が召喚される。

## 既刊一覧
- イスカリオテI （2008年11月10日刊 ISBN 978-4-04-867348-8）
- イスカリオテII （2009年3月10日刊 ISBN 978-4-04-867594-9）
- イスカリオテIII （2009年7月10日刊 ISBN 978-4-04-867909-1）
- イスカリオテIV （2009年12月10日刊 ISBN 978-4-04-868205-3）
- イスカリオテV （2010年5月10日刊 ISBN 978-4-04-868544-3）
- イスカリオテVI （2010年12月10日刊 ISBN 978-4-04-870128-0）
- イスカリオテVII （2011年5月10日刊 ISBN 978-4-04-870529-5）